# Ci, którzy odchodzą z Omelas
Ci, którzy odchodzą z Omelas (ang. The Ones Who Walk Away from Omelas) – krótki utwór literacki autorstwa amerykańskiej pisarki Ursuli Le Guin, wydany został po raz pierwszy w antologii New Dimensions 3 w 1973. W polskim tłumaczeniu Zofii Uhrynowskiej-Hanasz ukazał się w miesięczniku „Literatura na Świecie” (nr 1/1976).
W 1975 tekst ukazał się w antologii The Wind's Twelve Quarters, która została wydana w Polsce w 1980 przez oficynę Iskry w serii Fantastyka-Przygoda pod tytułem Wszystkie strony świata, jednak opowiadanie Ci, którzy odchodzą z Omelas zostało w niej pominięte. Pojawiło się dopiero w wydaniu z 1995 (wyd. Prószyński i S-ka).

## Fabuła
Narrator opisuje Omelas jako idealną, utopijną krainę, której obywatele są inteligentni, wyrafinowani i kulturalni. Nie ma tam żołnierzy, królów, kapłanów ani niewolników. Miejsce to jest porównywane do cudownej krainy z bajki. Ale, by Omelas mogło działać w ten sposób i zachować swój stan, jedno dziecko musi pozostać nieszczęśliwe, trzymane w brudzie, ciemności i nędzy. Obywatele Omelas w pewnym wieku dowiadują się prawdy, która ich szokuje. Niektórzy zostają, nieliczni odchodzą.

## Nagrody
1974:
- Nominacja do nagrody Locusa w kategorii Krótka forma
- Nagroda Hugo w kategorii Najlepsza miniatura literacka (ang. The Best Shot Story)[3].

## Powiązania kulturowe
Treść nawiązuje do utylitaryzmu, prądu w etyce. Autorka twórczo interpretuje tu ideę kozła ofiarnego, ukazaną w The Moral Philosopher and the Moral Life Williama Jamesa oraz w Braciach Karamazow Fiodora Dostojewskiego.
Nazwę tytułowego miasta autorka wzięła z odczytania wspak nazwy miasta Salem (Oregon) (salem-O – Omelas).